# Eriocaulon glandulosum
Eriocaulon glandulosum är en gräsväxtart som beskrevs av Kimp. Eriocaulon glandulosum ingår i släktet Eriocaulon och familjen Eriocaulaceae. Inga underarter finns listade i Catalogue of Life.